# Victor Llona
Victor Llona (né à Lima en 1886 et décédé à San Francisco en 1953) était un romancier et traducteur, Péruvien de naissance, ayant vécu alternativement en France et aux États-Unis. Son nom est également souvent crédité Victor Liona (comme il se prononce).

## Jeunesse
Le Péruvien Victor Marie Llona apprit le français dès l'âge de neuf ans, son père ayant amené sa famille à Paris, où il poursuivait des activités commerciales. Llona étudia au lycée Janson-de-Sailly et dans un collège de jésuites. À l’âge de seize ans il hantait les cafés littéraires et se lia avec un groupe de jeunes étrangers, parmi lesquels se trouvait le jeune Irlandais James Joyce (1882-1941).
Il rencontra Jules Supervielle et se lia d'amitie avec lui

## Aux États-Unis
En 1906, à la suite de ses parents, Llona partit pour les États-Unis et s’établit à Chicago. Il maintint les liens avec des littérateurs français et parvint, par l'intermédiaire d'André Gide de publier deux récits dans la NRF, en 1911 et 1913.
Pendant la Grande guerre, Llona vécut à New York, où il fit la connaissance de quelques romanciers américains de la nouvelle génération, qu’il se promit de faire connaître en France.

## Grand traducteur
En 1920 il s'établit en France dans le but de devenir traducteur d’œuvres littéraires.
Ayant gagné peu à peu la confiance d'éditeurs parisiens (Payot, Stock, Plon, Dupont, Fayard, Albin Michel, La Renaissance du Livre, Gallimard), il traduisit en 10 ans une vingtaine de livres, parmi lesquels Gatsby le Magnifique de Scott Fitzgerald, des livres d’Ambrose Bierce, Ezra Pound, Theodore Dreiser, Sherwood Anderson, Ernest Hemingway, Edna Ferber, Willa Cather, ainsi que plusieurs livres de l'auteur anglo-argentin William Henry Hudson (1841-1922). Il traduisit également des œuvres de Nicolas Gogol, Elie Ilf et Alexis Tolstoï, en collaboration avec un traducteur russe.
Tout en jouant un rôle dans plusieurs revues littéraires, avec des articles consacrés entre autres à son ami de jeunesse James Joyce et à Samuel Beckett, Llona publia également deux romans en français, consacrés à la prohibition de l’alcool aux États-Unis et aux excès du Ku Klux Klan. En duo avec le russe émigré Dimitri Novik il écrivit aussi une biographie de Pierre le Grand.
Dans la petite partie de ses souvenirs littéraires qui a été publiée, Llona se souvient des écrivains français avec lesquels il noua des relations amicales, parmi lesquels Pierre Benoit (il traduisit de lui Le Lac salé en anglais sous le titre Salt Lake), Marcel Proust, Jean Cocteau, Francis Carco, Henri Poulaille, Henri Michaux, Jean Galtier-Boissière, Paul Morand, Maurice Martin du Gard et Roger Martin du Gard, sans oublier les figures importantes de la NRF, André Gide, Jean Schlumberger, Valery Larbaud, André Ruyters et Jacques Rivière. Jules Supervielle dédicaça à Llona son poème 'Le matin du monde'. Llona noua également une relation de grande amitié avec le poète et dessinateur belge Jean de Bosschère (1878-1953). Il publia également un essai chaleureux consacré à l'écrivain Louis Thomas.
D’autre part, il demeura en contact avec les écrivains américains de la 'lost generation', dont certains vivaient à Paris, e. a. Hemingway, Ezra Pound, Natalie Clifford Barney, Paul Bowles, Thornton Wilder et Scott Fitzgerald. Il les rencontrait en l’appartement de Gertrude Stein (1874-1946), à la galerie d’art de Peggy Guggenheim (1898-1979) ou à la libraire anglaise de Sylvia Beach (1887-1962), la première éditrice de l’Ulysse de James Joyce.
Lorsqu’en 1929 Shakespeare and Company, la librairie de Sylvia Beach, publia un livre avec douze articles, rassemblés par Eugene Jolas (1894-1952), l’éditeur de la revue Transition, sous le titre Our Exagmination Round His Factification for Incamination of Work in Progress, dans lesquels les auteurs prenaient la défense de Work in progress de Joyce (qui ne sera publié intégralement que dix ans plus tard sous le titre Finnigan’s wake), Llona en était un des auteurs avec un article au titre bien « joycien » : « I Dont Know What to Call It but Its Mighty Unlike Prose ».
Llona se mit également à recevoir des amis dans le pavillon qu’il habitait avec sa première femme, Florence Nelson, en lisière de la forêt de Fontainebleau et plus tard il citait parmi ses hôtes français, Pierre Mac Orlan (à qui il dédia son premier roman), André Gide, Jacques de Lacretelle, Julien Green, Jacques Rivière et Roger Martin du Gard.
En 1939, la guerre devenant menaçante, Llona, s'étant remarié, s'en retourna outre-Atlantique et s'installa à Lima. Après la guerre il repartit pour New York où il travailla comme traducteur pour l’Organisation des Nations unies pour l’alimentation et l’agriculture (FAO), en anglais : Food and Agriculture Organization of the United Nations. Plus tard il s'établit à San Francisco et y mourut en 1953 à la suite de problèmes cardiaques.

## Sources
- Theodore Dreiser Papers, Archives, université de Pennsylvanie.
- Peter Neagoe Papers, Special Collections Research Center, bibliothéque de l'université de Syracuse (États-Unis).
- Manuel Beltrov, Víctor M. Llona, dans Garcilaso, Año I, nº 1, p. 30, Lima, 1940.
- Estuardo Núñez (voir Wikipédia en espagnol), Una novela peruana sobre el Ku-Klux Klan, dans El Comercio, Lima, 2/04/1965, p. 2.
- Estuardo Núñez, Víctor Llona, 1886-1953, dans Boletin de la Biblioteca nacional, Lima, 1965, no 33-34, p. 3-6.
- Estuardo Núñez, Semblanza de Víctor Llona, dans Alpha, Barranco, 1965, nº 2, p. 1-10.
- Estuardo Núñez, James Joyce y Víctor Llona, dans Revista peruana de cultura, no 7-8, Lima, junio de 1966, p. 221-228.
- Ernest Kroll, A note on Victor Llona, dans Voyages, Vol. 4, no 1-2, 1971.
- Andries Van den Abeele, Louis Thomas, biographie (inédit).